# エーベルス・パピルス

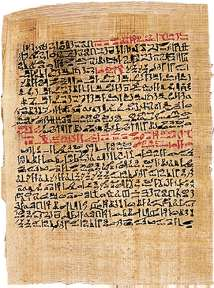
エーベルス・パピルスの癌治療に関する記述

エーベルス・パピルス（Ebers Papyrus）は、紀元前1550年頃に書かれたエジプト医学パピルスである。古代エジプト医学について記したパピルスとしては、最も古く、最も重要なものである。1873年から1874年の冬に、ルクソールでゲオルグ・エーベルスによって購入された。現在はドイツのライプツィヒ大学図書館に収蔵されている。

## 文書
このパピルスは紀元前1500年頃に書かれたものだが、紀元前3400年頃に遡るより以前の文章を書き写したものだと考えられている。110ページあり、長さは約20mである。Kahun Gynecological Papyrus（紀元前約1800年）、エドウィン・スミス・パピルス（紀元前約1600年）、Hearst papyrus（紀元前約1600年）、Brugsch Papyrus（紀元前約1300年）等と並び、エーベルス・パピルスは、現在まで伝わる最も古い医学文書の1つである。Brugsch Papyrusにはエーベルス・パピルスと共通する記述もあり、エーベルス・パピルスの文章の意味を明確にする手助けにもなっている。

## 医学知識
エーベルス・パピルスはヒエラティックで書かれ、古代エジプト時代の医学知識を現代に伝える最もボリュームのある文書になっている。この中には、700程の魔法の調合法や治療薬が記されている。また病気の原因となっている悪魔を退散させる多くの呪文についても記されている。また、心臓についての「論文」も含まれ、心臓は体内の血液供給の中心に位置し、血管で全身の器官と繋がっていることが記されている。エジプト人は腎臓についてはほとんど知らず、心臓は血液、涙、尿、精液等の全ての体液を運ぶ管が集まる場所と捉えていたと考えられる。Book of Heartsと呼ばれる章には、うつ病や認知症のような精神障害についての記述が詳細に書かれている。これらの記述は、エジプト人が精神と肉体の疾患を同じように捉えていたことを示唆している。他にもエーベルス・パピルスには、避妊法、妊娠の診断等の婦人科医学、消化器疾患、寄生虫、眼病、皮膚病、虫歯、膿瘍や癌の外科手術、接骨、火傷等についての章もある。

## 治療薬

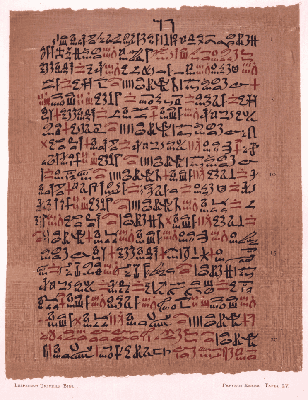
エーベルス・パピルスの気管支喘息に関する記述

エーベルス・パピルスに書かれた治療薬には、次のようなものがある。
気管支喘息
気管支喘息の患者には、れんがで温めたハーブのミックスの煙を吸入させる。
胃
胃痛の患者の胃を空にするためには、牛乳 1:穀物 1:蜂蜜 1で混ぜたものをすり潰し、ふるい、加熱し、4度に分けて与える。
腸
腹痛の治療薬は、シナガワハギ 1:ナツメヤシ 1をオイルの中で加熱し、痛い部分に塗る。
癌
癌に対しては、「何もしないこと」が推奨されている。
服飾
服飾にネコの脂肪を添加することで、ネズミやラットから身を守ることができる。
死
タマネギ半分とビールの泡は、「死に対する治療薬」だと考えられていた。
メジナ虫症
メジナ虫症には、虫の新しいほうの端を枝の周りに覆い、ゆっくりと押し出す（3500年後もこの方法は標準的な治療法である）。

## 黄土粘土の利用
様々な疾患の共通の治療薬として書かれているものに、黄土がある。例えば、様々な消化器疾患や眼病に処方される。また泌尿器疾患の治療薬としても用いられる。

## 近代の歴史
エドウィン・スミス・パピルスと同様に、エーベルス・パピルスは1862年にエドウィン・スミスによって所有された。パピルスの出所は分かっていないが、テーベの共同墓地にあるアサシーフ地区にあるミイラの脚の間から発見されたと言われている。少なくとも、"a large medical papyrus in the possession of Edwin Smith, an American farmer of Luxor."の宣伝として古物商のカタログに載せられて世間に公表された1869年までは、エドウィン・スミスによって所有されていた（Breasted 1930）。その後、1872年にドイツのエジプト学者で小説家のゲオルグ・エーベルスが購入し、その名前が名づけられた。1875年に、エーベルスは英語とラテン語の語彙と序文を付けたファクシミリ版を出版したが、全文訳は1890年にH. Joachimが初めて行った。エーベルスがライプツィヒエジプト学会の会長を退任した後も、エーベルス・パピルスはライプツィヒ大学の図書館に残された。パピルスの英語訳はPaul Ghaliounguiによって公表された。